# Byttneria cordata
Byttneria cordata là một loài thực vật có hoa trong họ Cẩm quỳ. Loài này được Lam. mô tả khoa học đầu tiên năm 1785.